# دونا فارگو
دونا فارگو (متولد ایوون وان؛ ۱۰ نوامبر 1945) یک خواننده و ترانه‌سرای کانتری آمریکایی است.
فارگو از زمان اولین حضورش در اواخر دهه ۱۹۶۰ جوایز مهمی از جمله یک جایزه گرمی، پنج جایزه از آکادمی موسیقی کانتری و یک جایزه از انجمن موسیقی کانتری را دریافت کرده‌است.
فارگو در ۱۰ نوامبر ۱۹۴۵ در مونت ایری، کارولینای شمالی، ایوان وان به دنیا آمد. فارگو در کالج پوینت در کارولینای شمالی تحصیل کرد، سپس در دانشگاه کالیفرنیای جنوبی (USC) مدرک گرفت. پس از فارغ‌التحصیلی از دانشگاه، او معلم دبیرستان نورث ویو در کوینا، کالیفرنیا شد و در نهایت به ریاست دپارتمان انگلیسی ارتقا یافت. در حالی که هنوز تدریس می‌کرد، فارگو شروع به دنبال کردن حرفه موسیقی کرد و در کلوپ‌های محلی در جنوب کالیفرنیا اجرا کرد. در سال ۱۹۶۶ با استن سیلور آشنا شد که مدیر او و در سال ۱۹۶۸ با او ازدواج کرد.